# Kotabaru Gusti Sjamsir Alam Airport
Kotabaru Gusti Sjamsir Alam Airport (engelska: Kotabaru Airport, Stagen Airport, indonesiska: Bandar Udara Gusti Syamsir Alam) är en flygplats i Indonesien.   Den ligger i provinsen Kalimantan Selatan, i den västra delen av landet, 1 100 km öster om huvudstaden Jakarta. Kotabaru Gusti Sjamsir Alam Airport ligger 18 meter över havet. Den ligger på ön Pulau Laut.
Terrängen runt Kotabaru Gusti Sjamsir Alam Airport är platt åt nordväst, men åt sydost är den kuperad. Havet är nära Kotabaru Gusti Sjamsir Alam Airport västerut.  I omgivningarna runt Kotabaru Gusti Sjamsir Alam Airport växer i huvudsak städsegrön lövskog.